# 勒布卢
勒布卢（法語：Le Boulou，發音：[lə bulu] ⓘ），法国南部城市，奥克西塔尼大区东比利牛斯省的一个市镇，隶属于塞雷区，其市镇面积为14.42平方公里，2022年1月1日时人口数量为5,396人，在法国市镇中排名第2,089位。
勒布卢位于东比利牛斯省南部，泰克河畔，是一个区域性的中心城市，A9高速公路和多条公路在此交汇。

## 地名来源
根据法国历史学家让·萨涅先生的论述，“Le Boulou”最初于公元976年以“Volo”的形式被记载，该名称可能出自拉丁语单词“Volo”，意为“悬崖”。在1801年以前，当地的官方名称拼写为“Boulou”。
勒布卢所处区域历史上曾通行加泰罗尼亚语，Le Boulou的加泰罗尼亚语名称为“El Voló”。

## 历史

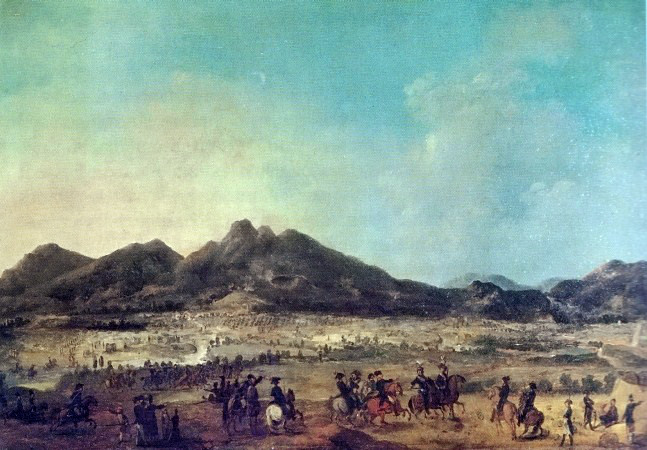
1794年勒布卢战役（绘画）

勒布卢的早期历史尚不清楚。根据当地官方网站的论述，勒布卢在高卢-罗马时期曾为多米提亚道上的一处驿站。中世纪时，勒布卢长期为鲁西永地区的一处普通聚落。横跨泰克河的石拱桥于1737年建成通车，后于1761年被洪水冲毁。法国大革命后，勒布卢成为东比利牛斯省的一个市镇。1793年10月，第一次反法同盟军队曾在勒布卢与法军展开交战并取得胜利，而法军则于1794年4月成功反攻。1845年，勒布卢悬索桥建成。1976年，A9高速公路勒布卢段建成通车。自20世纪中后期以来，勒布卢人口数量逐年增加。

## 地理

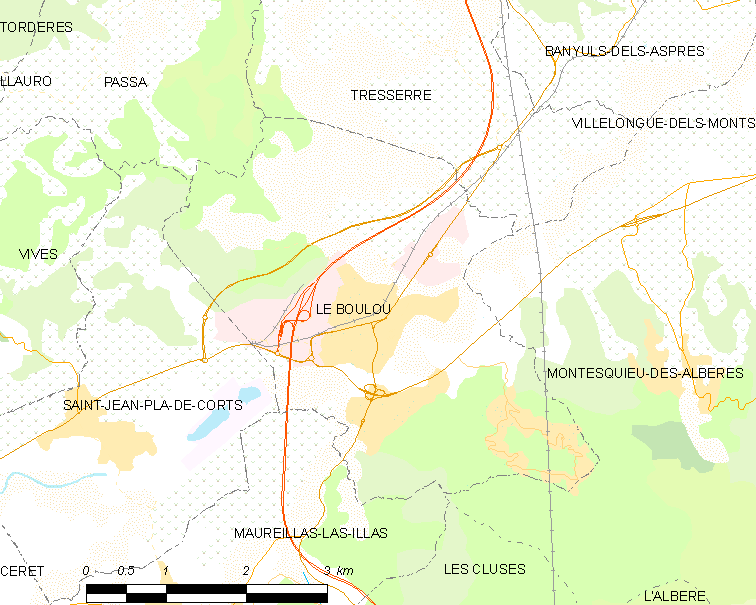
勒布卢市镇范围地图

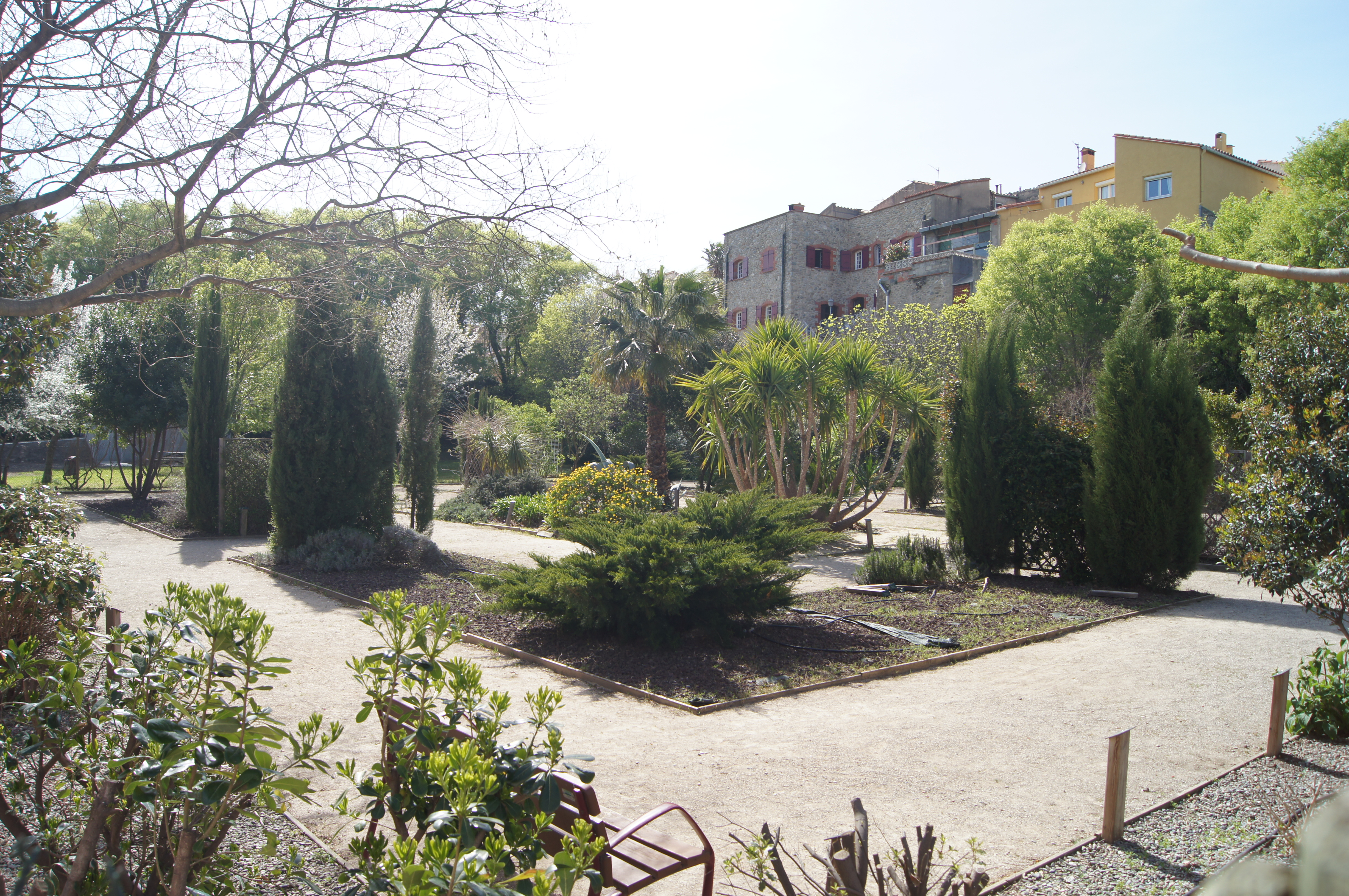
勒布卢的一处公共花园

勒布卢位于法国南部，奥克西塔尼大区南部和东比利牛斯省南部，距离省会佩皮尼昂大约21公里。与勒布卢接壤的市镇包括：莫雷亚斯-拉西亚斯、阿尔贝拉地区孟德斯鸠、帕萨、圣让普拉德科尔和特雷塞尔。

### 地形
勒布卢位于比利牛斯山北麓东段，卡尼古高原腹地，泰克河断层北侧，境内以山地和河谷为主，市镇中心位于一处地势较为平坦的河谷内，西北和东南分别为桑利峰（Puig Sangli）和埃斯泰勒峰（Pic Estelle），全境海拔在55到363米之间。

### 水文
泰克河自西向东蜿蜒流经勒布卢镇中心，其左岸支流瓦尔马涅河（La Valmagne）在此与其交汇。

### 植被
勒布卢属于亚热带常绿硬叶林区，林地广泛分布于河流附近及坡地地带。
在鲜花城市的评比中，勒布卢被评为2星级鲜花城市。

### 气候
勒布卢在柯本气候分类法中属于地中海气候（Csb）。

## 行政区划
勒布卢的市镇编号为66024，邮政编号为66160。
在行政管理方面，勒布卢隶属于法国奥克西塔尼大区东比利牛斯省塞雷区；在地方选举方面，勒布卢隶属于瓦莱斯皮尔-阿尔贝尔县，其市镇范围全境被划入东比利牛斯省第四选区；在社会管理方面，勒布卢是勒瓦莱斯皮尔市镇公共社区的组成部分。
截至2024年11月，勒布卢市镇范围内暂无任何城市敏感街区及城市政策优先街区。
法国国家统计与经济研究所（简称“INSEE”）在进行数据统计时，将勒布卢市镇单独设为勒布卢城市核心区（Unité urbaine du Boulou）及勒布卢城市区（Aire urbaine du Boulou）。自2020年起，勒布卢城市区被撤销，勒布卢市镇被划入包含118个市镇的佩皮尼昂城市辐射区。此外，INSEE还将勒布卢市镇分为了3个“块区”（IRIS），以便于统计人口分布情况。

## 交通

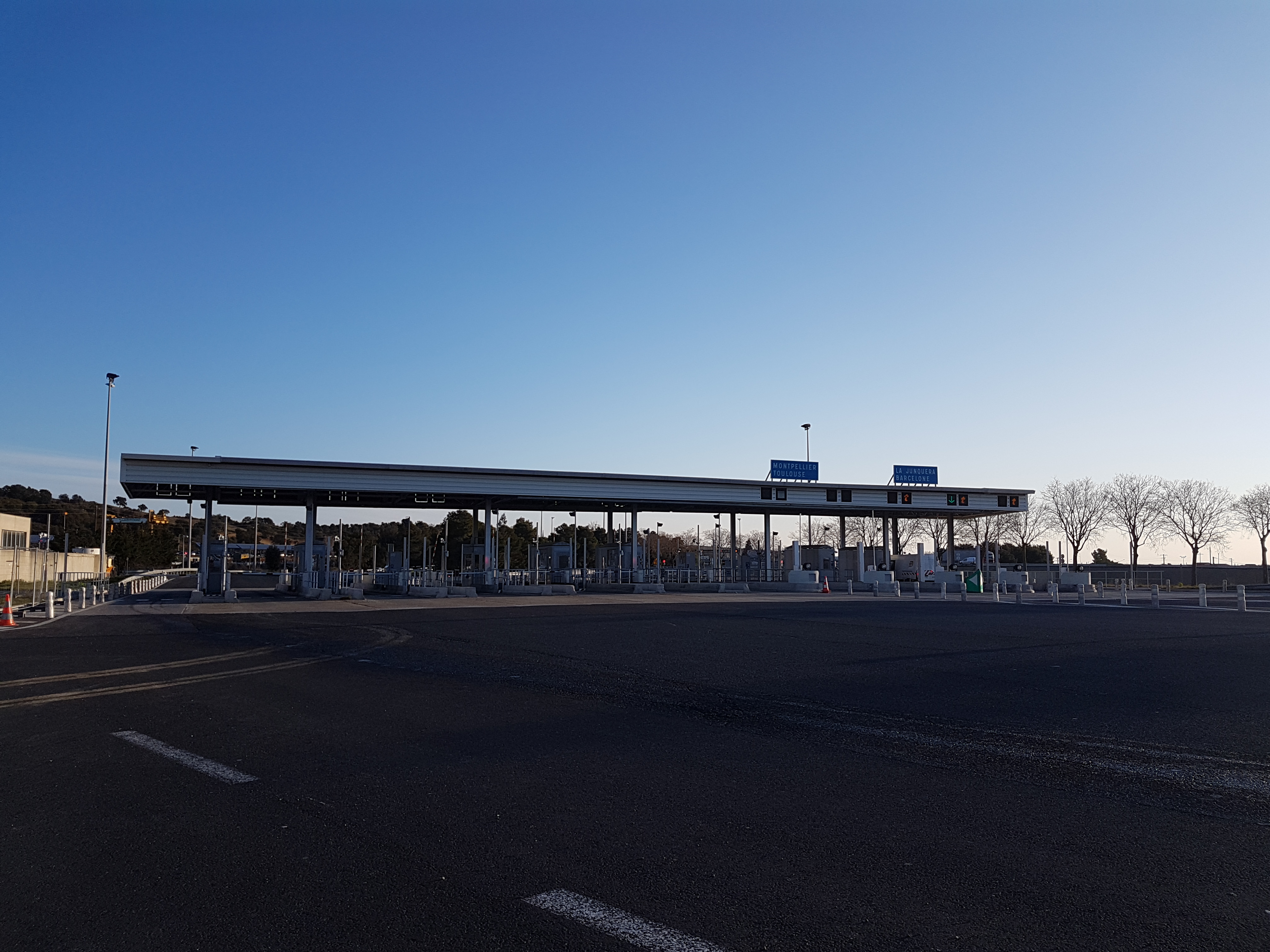
A9高速公路勒布卢收费站

### 公路
A9高速公路从勒布卢市区西侧过境并设有43号出入口连接市区，东比利牛斯省省道D618线和D900线在勒布卢境内交汇。奥克西塔尼大区公共交通（商业名称为“liO”）下属的城际客运530线和550线经停勒布卢，可通往佩皮尼昂、塞雷、滨海阿热莱斯等地。
2021年，63.3%的勒布卢家庭拥有至少一辆私人汽车。2022年，勒布卢境内共发生各类交通事故7起，造成13人受伤，其中6人重伤。
| 43 | 2.5 |

| 佩皮尼昂 | 22 |

| 滨海阿热莱斯 | 19 |

| 塞雷 | 10 |

### 铁路
勒布卢位于埃尔讷—泰克河畔阿尔勒铁路上，该铁路已于20世纪70年代废弃。
距离勒布卢最近的运营中的客运铁路车站为19公里外的滨海阿热莱斯站，该站停靠往返于塞贝尔和纳博讷一线的区域列车，部分班次可直通马赛及阿维尼翁，此外该站不定期停靠直通巴黎的夜班城际列车。

### 航空
勒布卢距离佩皮尼昂-里沃萨尔特机场的公路里程大约30公里。

### 城市公共交通
截至2024年11月，勒布卢暂无城市公共交通系统。

## 政治

### 市政内阁

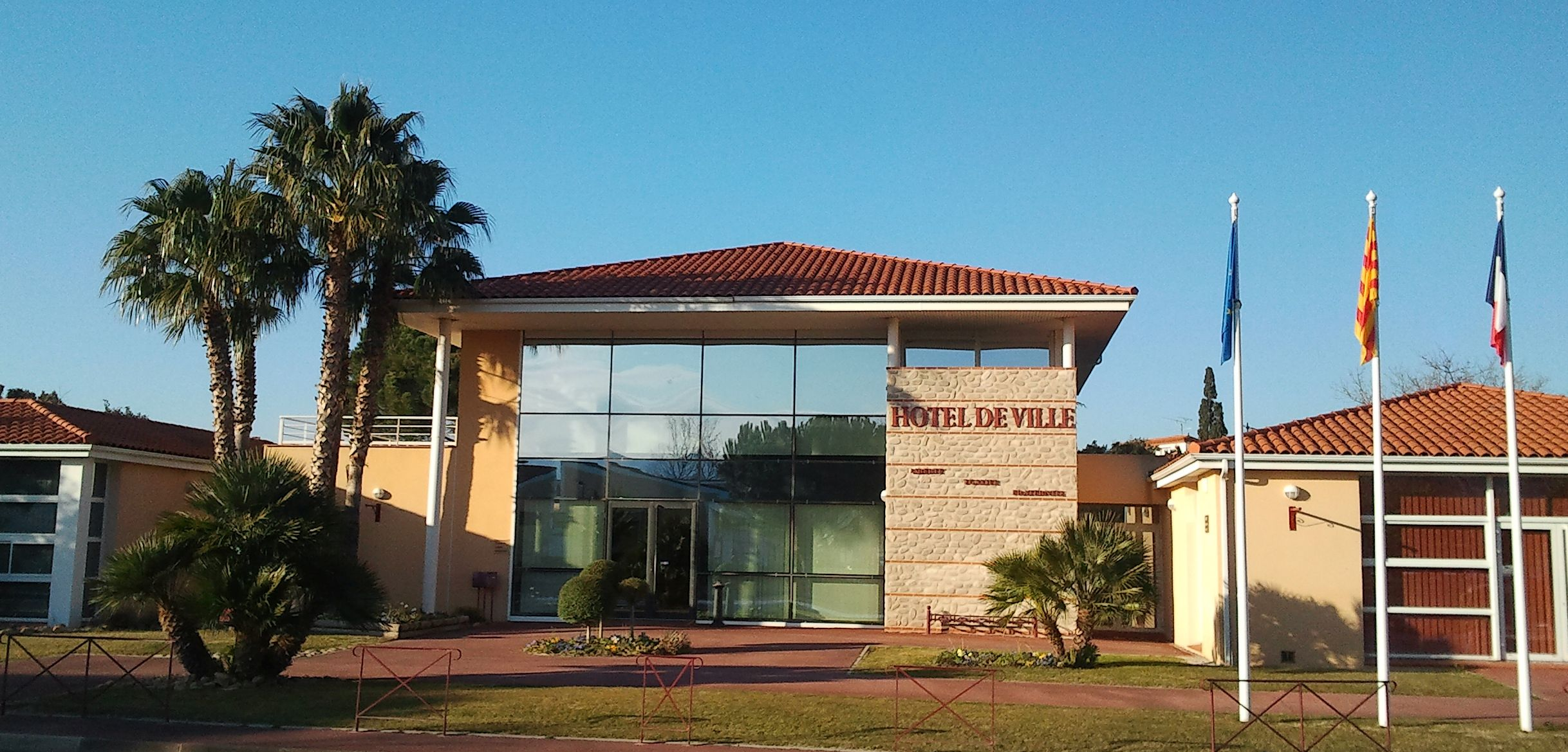
勒布卢市政厅

勒布卢的现任市长为弗朗索瓦·科梅斯先生（François COMES），他是一名左翼无党派人士，在2020年的市政选举中获得了44.46%的支持率。
在2022年的法国总统大选的第二轮选举中，法国极右翼政党国民阵线主席玛丽娜·勒庞在勒布卢获得了62.65%的支持率。

## 人口
2021年，勒布卢市镇人口数量为5,321，在法国排名第2,089位。其中男性2,504人，女性2,817人，75岁及以上人口占14.4%，外籍人口数量为267人，人口密度为369人/平方公里，当地居民被称为（男性）或（女性）。2022年，勒布卢境内出生65人，死亡人口82人。
| 勒布卢1901年－2021年人口变化情况 |
|                                  |
| 数据来源：Cassini、INSEE         |

## 经济

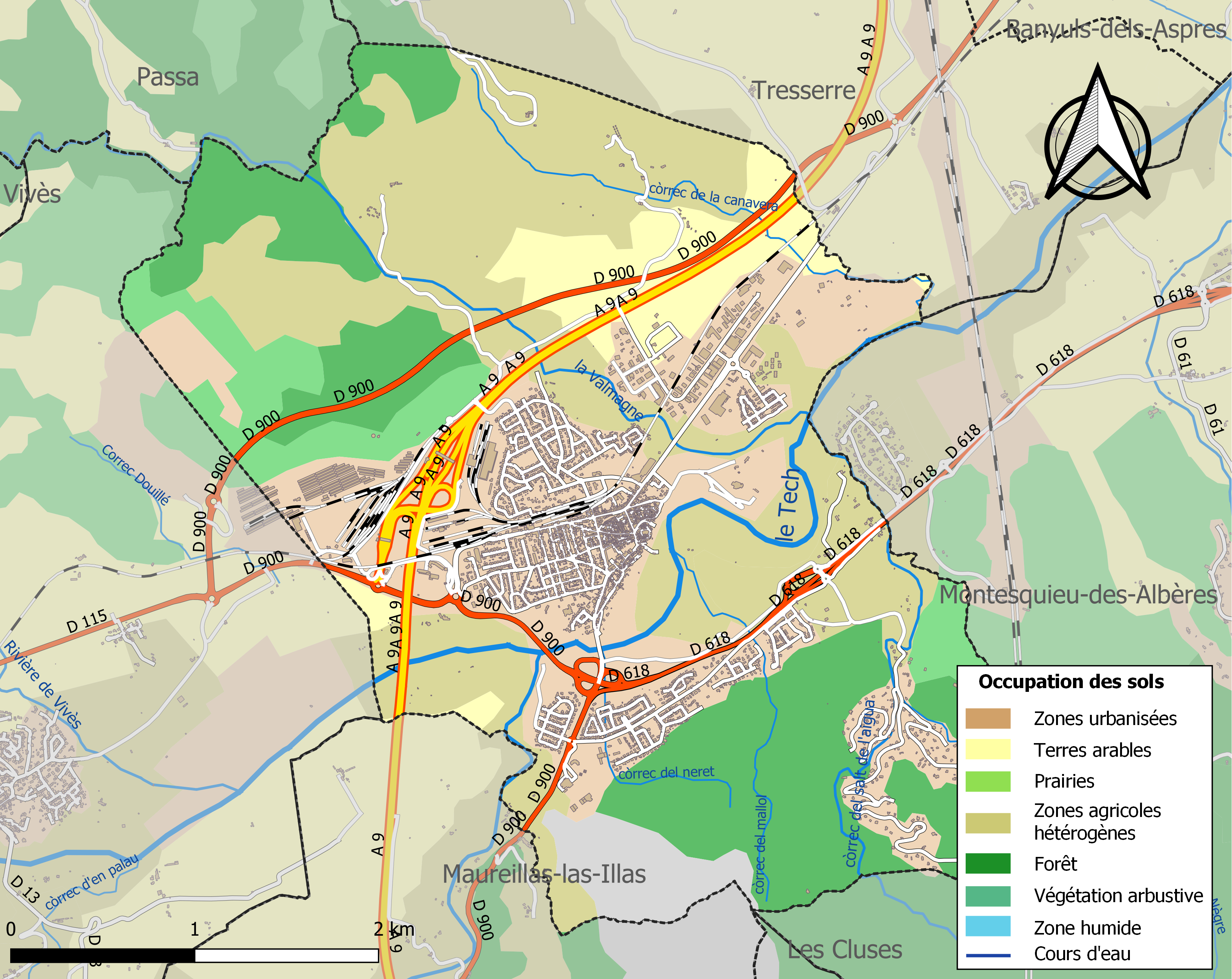
勒布卢土地利用情况地图

勒布卢是一个区域性的中心城市。截至2024年11月，勒布卢市镇范围内共有各类用人单位（包含自雇）1,079家，平均历史为17年，其中99.08%为中小型企业（PME），2024年9月至11月间，当地的经济活力指数为0。（铁路货运）、（矿石开采）及（交通运输）是当地2022年已公布营业额最高的三个企业，分别为29,788,287欧元、23,419,542欧元和8,470,224欧元。

## 财政与居民收入
2022年，勒布卢的财政收入总额为6,779,960欧元，财政支出总额为6,929,320欧元，当年的债务总额为2,976,040欧元。2022年，勒布卢市镇通过增值税获得258,500欧元的收入，此外当地还共获得了403,950欧元的国家直接财政补助。
| 勒布卢居民收入情况                               | 勒布卢居民收入情况 | 勒布卢居民收入情况    | 勒布卢居民收入情况 |
| 内容                                             | 勒布卢             | 法国                  | 统计年份           |
| ------------------------------------------------ | ------------------ | --------------------- | ------------------ |
| 征税家庭总数                                     | 2,917              | 1,081（法国市镇平均） | 2022年             |
| 居民平均月收入                                   | 1,974欧元          | 2,435欧元             | 2022年             |
| 高级职员人均月收入                               | 3,400欧元          | 4,331欧元             | 2021年             |
| 中级职员人均月收入                               | 2,264欧元          | 2,470欧元             | 2021年             |
| 普通职员人均月收入                               | 1,700欧元          | 1,801欧元             | 2021年             |
| 贫困率                                           | 19%                | 14.5%                 | 2020年             |
| 青壮年（15至64岁）失业率                         | 18.9%              | 7.4%                  | 2020年             |
| 征税家庭数量占比                                 | 33.9%              | 45.5%                 | 2020年             |
| 家庭年均纳税                                     | 2,187欧元          | 4,393欧元             | 2022年             |
| 资料来源：INSEE、L'Internaute、Le Journal du Net |                    |                       |                    |

## 社会事务

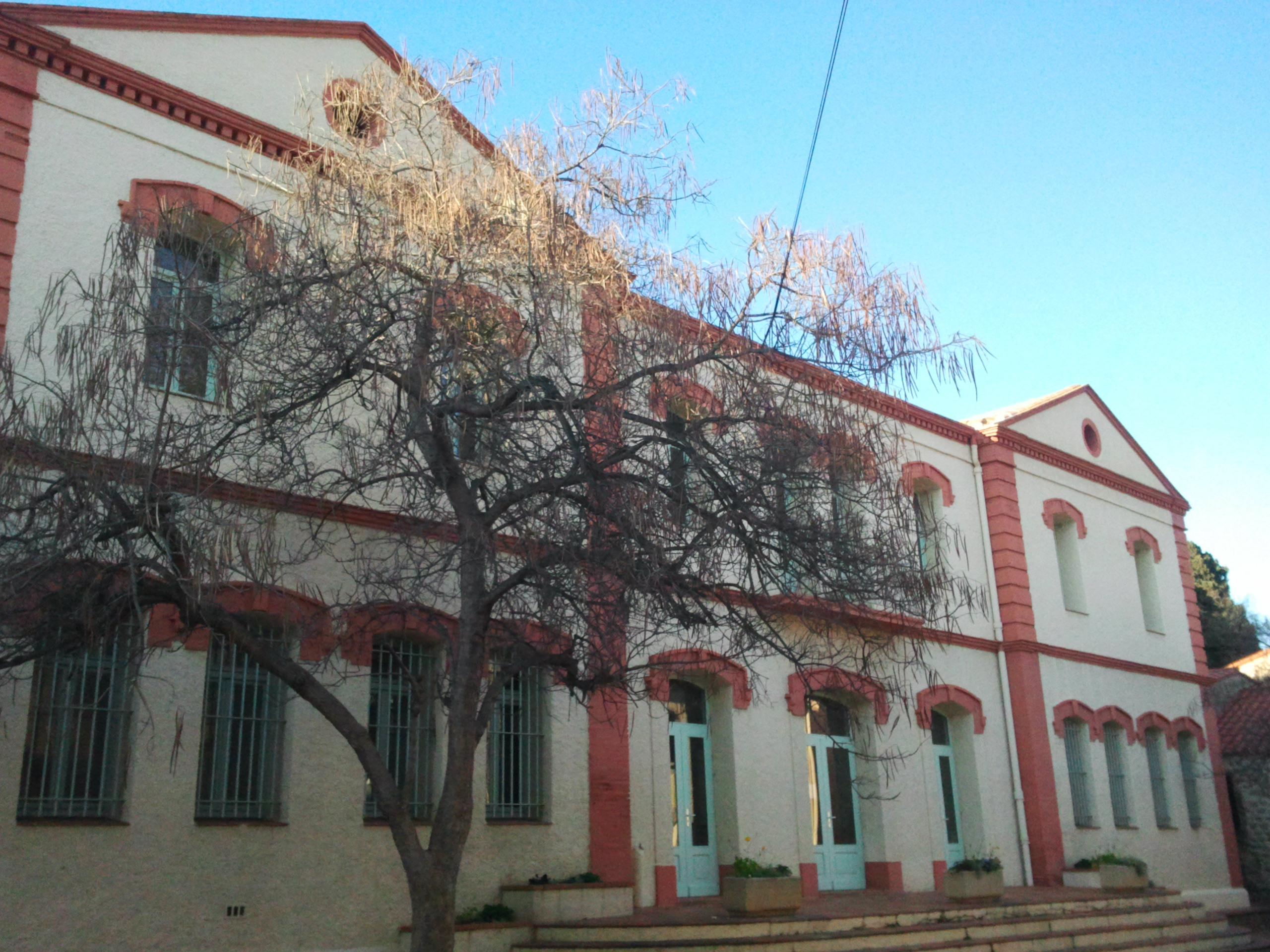
勒布卢的一所学校

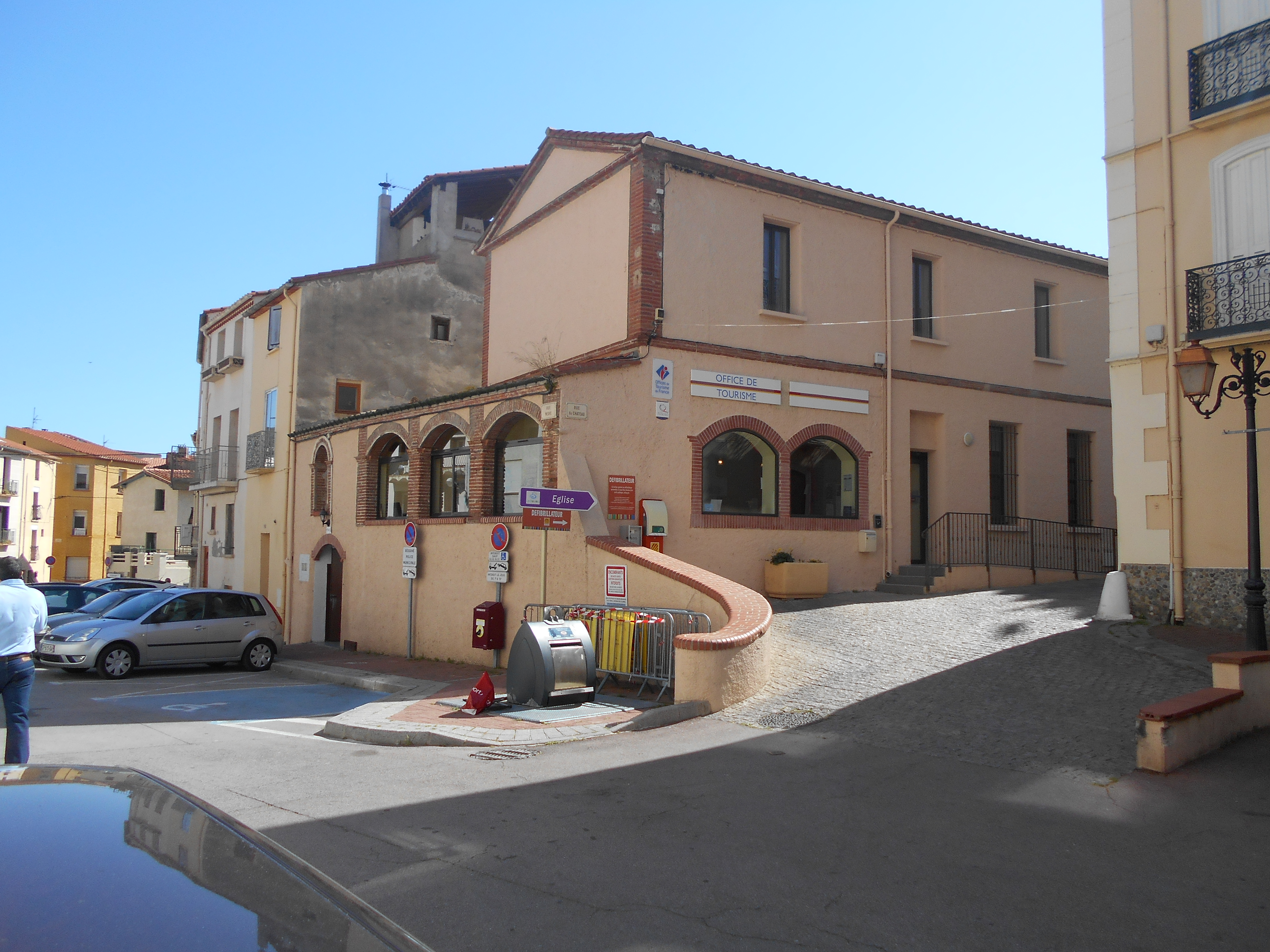
城堡街口

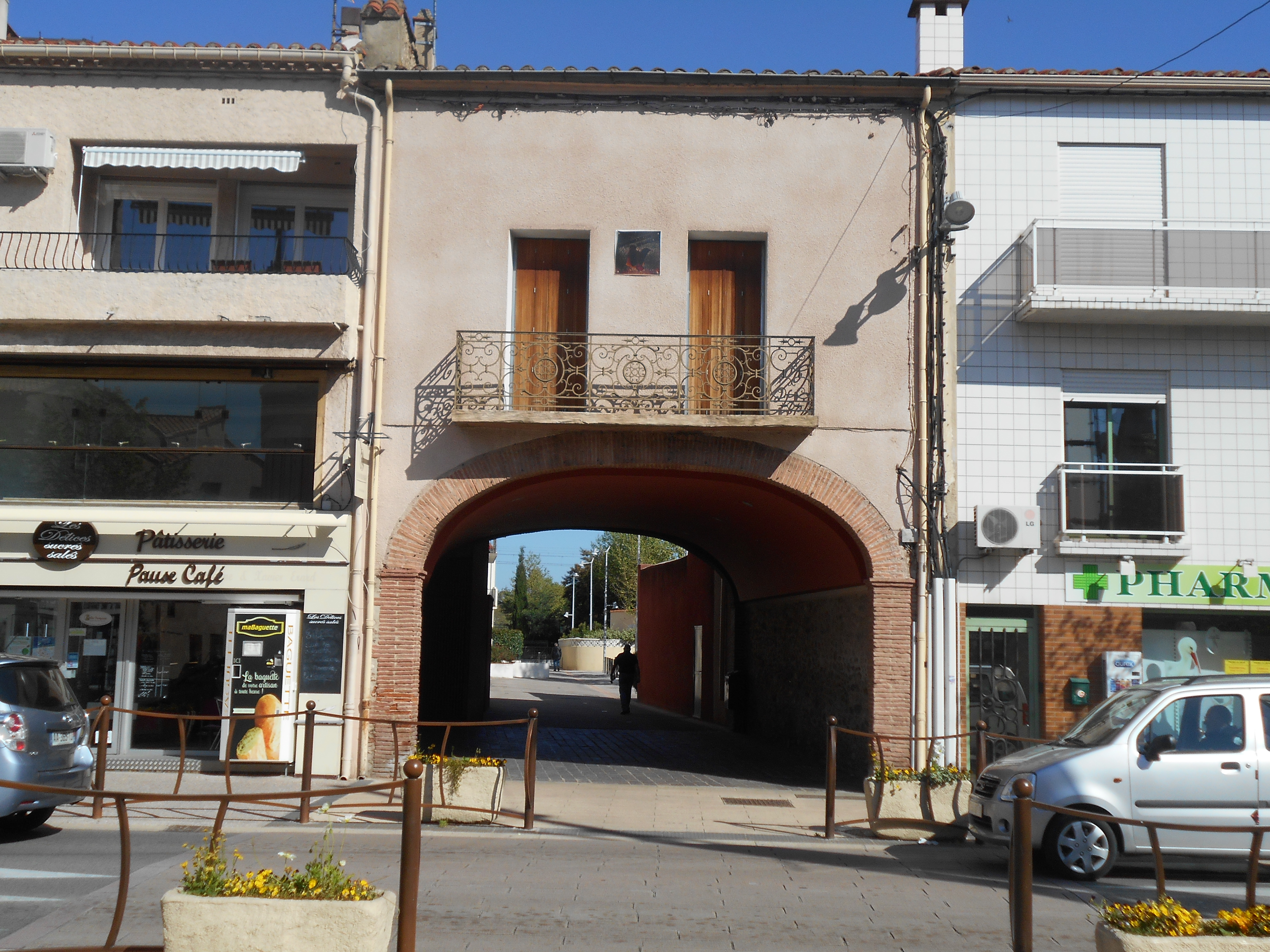
一处民居

### 教育
勒布卢属于蒙彼利埃学区。截至2023年1月1日，勒布卢境内共有1所幼儿园和1所小学。

### 医疗
截至2023年1月1日，勒布卢境内共有全科医生9名、保健师23名、牙医11名、护士20名和眼科医生11名。境内共有药房2家、养老院1家。
距离勒布卢最近的区域性医疗机构为佩皮尼昂中心医院，其主病区医院位于佩皮尼昂市区北侧，距离勒布卢市区的正常车程大约27分钟，该院设有床位1,149个，是东比利牛斯省规模最大的公立综合性医院。

### 住房
2021年，勒布卢境内共有各类住房3,624套，其中65.4%为独立式住宅，33.3%为集中式住宅。常住房屋占勒布卢市镇范围内居民建筑总量的74.4%。
在住房保障政策方面，2023年，勒布卢境内共有1,270户家庭获得了家庭津贴补助，受益人数占总人口数量的23.9%，其中585份为房租补助。

### 商业
2021年，勒布卢境内共有各类实体商铺215家，其中餐厅28家、大型超市4家、杂货店5家、面包房6家、肉铺1家、书店1家、银行门店3家、美容美发店13家、汽车维修店23家。勒布卢镇中心东北部建有商业中心，有E.Leclerc、Action、Gifi、Bricomarché、Lidl等商场超市。

### 体育
2023年，勒布卢境内共有1家游泳池、1间体育馆、1处网球场、1处马术场以及1处足球或橄榄球场。
截至2024年11月，勒布卢-圣让足球俱乐部（Le Boulou-Saint-Jean Football Club，编号554333）是勒布卢境内唯一的一家注册足球俱乐部，其主队2024至2025赛季参加东比利牛斯省足球联赛甲组（法国第九级别），其主场为弗朗索瓦·诺盖尔球场（Stade François Noguères）。

### 环境
勒布卢的环境事务由其所属的勒瓦莱斯皮尔市镇公共社区联合各级政府协调负责。2021年，勒布卢境内暂无污染企业。

### 治安
2021年，勒布卢市镇范围内有1处宪兵队。
2023年，勒布卢市镇范围内累计记录各类案件444起，其中盗窃类案件109起，人身侵犯类案件82起，毒品交易类案件191起。

## 文化

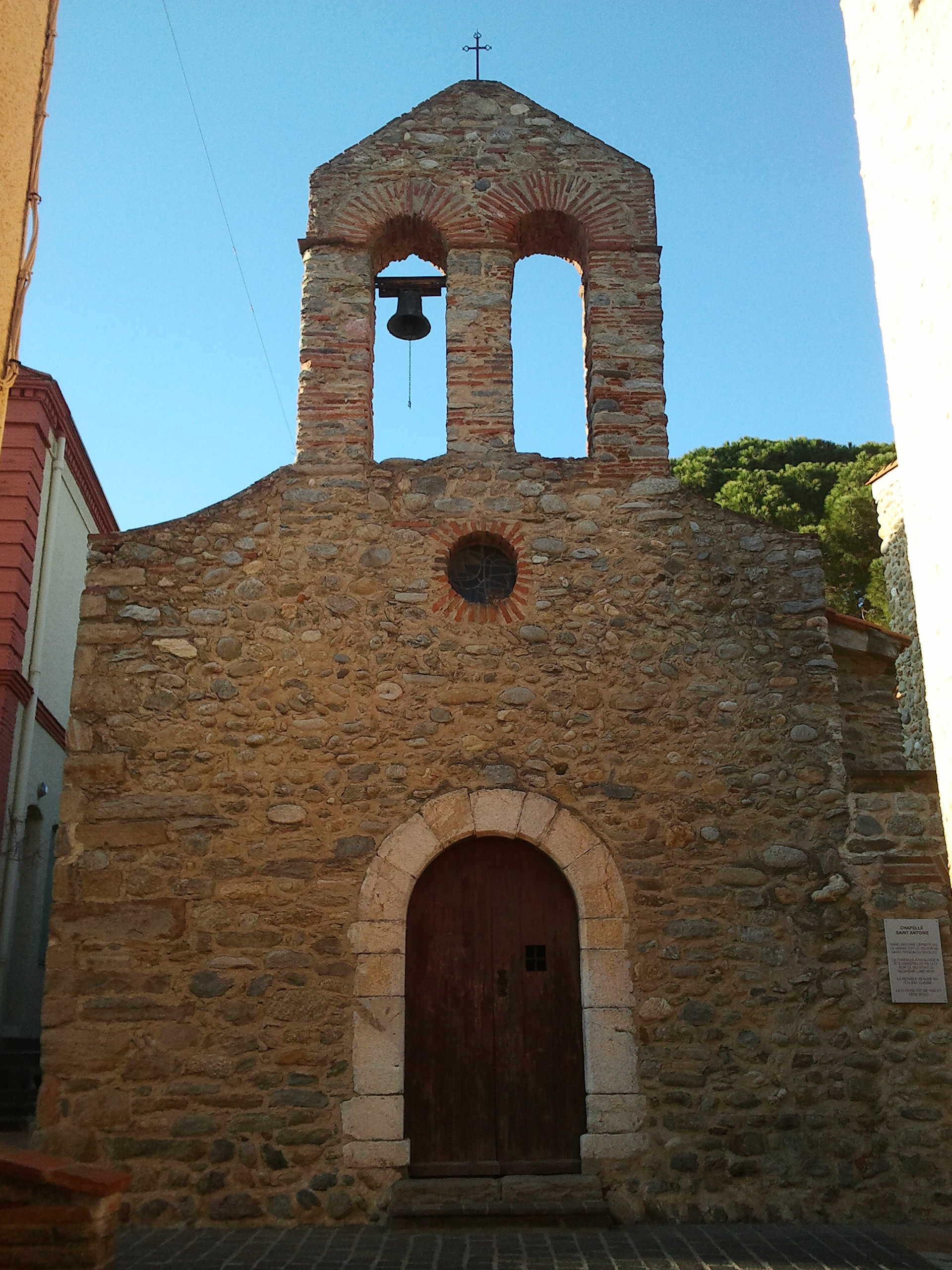
圣安托万教堂

2023年，勒布卢境内共有1家电影院和1家博物馆。勒布卢境内建有多媒体中心（Médiathèque），除周日及节假日外全年向公众开放。

### 建筑
勒布卢境内有多处历史建筑，其中圣玛丽教堂为法国国家文物保护单位，镇中心的圣安托万教堂亦是当地的地标性建筑物。

### 旅游
勒布卢的旅游事务由其所属的勒瓦莱斯皮尔市镇公共社区联合各级政府协调负责。2024年，勒布卢境内共有4家酒店共计104间房间；另有3个露营地，可容纳共200辆露营车。

### 媒体
法国主要的媒体均可在勒布卢接收，法国电视三台下属的奥克西塔尼大区频道在部分时段播出勒布卢所在东比利牛斯省的地方新闻。蓝色法兰西鲁西永广播、滨海广播、《东比利牛斯独立报》、《自由南法》等是当地主要的地方性媒体。

## 友好城市
截至2024年11月，勒布卢暂未与任何城市建立友好城市关系。